# Аристократ Ранчетс (Колорадо)
Аристократ Ранчетс (енгл. Aristocrat Ranchettes) насељено је место без административног статуса у америчкој савезној држави Колорадо.

## Демографија
По попису из 2010. године број становника је 1.344, што је 90 (7,2%) становника више него 2000. године.
| Група             | 2000.       | 2010.       |
| Белци             | 863 (68,8%) | 692 (51,5%) |
| Афроамериканци    | 1 (0,1%)    | 8 (0,6%)    |
| Азијати           | 7 (0,6%)    | 2 (0,1%)    |
| Хиспаноамериканци | 360 (28,7%) | 621 (46,2%) |
| Укупно            | 1.254       | 1.344       |